# 823 Sisigambis
823 Sisigambis è un asteroide della fascia principale del diametro medio di circa 16,63 km. Scoperto il 31 marzo 1916 da Max Wolf dall'Osservatorio astronomico Heidelberg-Konigstuhl, in Germania, presenta un'orbita caratterizzata da un semiasse maggiore pari a 2,2209353 UA e da un'eccentricità di 0,0909078, inclinata di 3,64607° rispetto all'eclittica.
Stanti i suoi parametri orbitali, è considerato un membro della famiglia Flora di asteroidi; il suo nome è dedicato a Sisigamba, madre del re Dario III di Persia.